# Mistrzostwa Europy w Kolarstwie Szosowym 2022 – wyścig ze startu wspólnego mężczyzn
Mistrzostwa Europy w Kolarstwie Szosowym 2022 – wyścig ze startu wspólnego mężczyzn – konkurencja wyścigu ze startu wspólnego elity mężczyzn w ramach Mistrzostw Europy w Kolarstwie Szosowym 2022, która odbyła się 14 sierpnia 2022 na liczącej niespełna 208 kilometrów trasie z Murnau am Staffelsee do Monachium.

## Uczestnicy

### Reprezentacje
| Reprezentacje (33)- Belgia - Słowenia - Francja - Holandia - Hiszpania - Włochy - Dania - Szwajcaria - Norwegia - Niemcy - Polska - Portugalia - Austria - Czechy - Irlandia - Estonia - Węgry - Luksemburg - Słowacja - Łotwa - Szwecja - Rumunia - Litwa - Grecja - Izrael - Chorwacja - Albania - Macedonia Północna - Kosowo - Islandia - Czarnogóra - Bośnia i Hercegowina - Armenia |
| |

### Lista startowa
| Belgia BEL | Belgia BEL         | Belgia BEL |
| ---------- | ------------------ | ---------- |
| Nr         | Kolarz             | Miejsce    |
| 1          | Dries De Bondt     | 115.       |
| 2          | Aimé De Gendt      | 79.        |
| 3          | Rune Herregodts    | 116.       |
| 4          | Tim Merlier        | 3.         |
| 5          | Edward Theuns      | 29.        |
| 6          | Dries Van Gestel   | 80.        |
| 7          | Bert Van Lerberghe | 24.        |

| Słowenia SLO | Słowenia SLO  | Słowenia SLO |
| ------------ | ------------- | ------------ |
| Nr           | Kolarz        | Miejsce      |
| 8            | Tilen Finkšt  | 60.          |
| 9            | Aljaž Jarc    | 107.         |
| 10           | Luka Mezgec   | 6.           |
| 11           | Domen Novak   | DNF          |
| 12           | David Per     | 59.          |
| 13           | Jaka Primožič | 55.          |
| 14           | Jan Tratnik   | 88.          |
| 15           | Matic Žumer   | 110.         |

| Francja FRA | Francja FRA     | Francja FRA |
| ----------- | --------------- | ----------- |
| Nr          | Kolarz          | Miejsce     |
| 16          | Rudy Barbier    | 100.        |
| 17          | Thomas Boudat   | 82.         |
| 18          | Bryan Coquard   | 97.         |
| 19          | Arnaud Démare   | 2.          |
| 20          | Dorian Godon    | 101.        |
| 21          | Hugo Hofstetter | 30.         |
| 22          | Jérémy Lecroq   | 98.         |
| 23          | Clément Russo   | 69.         |

| Holandia NED | Holandia NED           | Holandia NED |
| ------------ | ---------------------- | ------------ |
| Nr           | Kolarz                 | Miejsce      |
| 24           | Nils Eekhoff           | 81.          |
| 25           | Daan Hoole             | 91.          |
| 26           | Fabio Jakobsen (szosa) | 1.           |
| 27           | Jan Maas               | 105.         |
| 28           | Elmar Reinders         | 118.         |
| 29           | Jos van Emden          | 92.          |
| 30           | Boy van Poppel         | 65.          |
| 31           | Danny van Poppel       | 4.           |

| Hiszpania ESP | Hiszpania ESP        | Hiszpania ESP |
| ------------- | -------------------- | ------------- |
| Nr            | Kolarz               | Miejsce       |
| 32            | Jorge Arcas          | 93.           |
| 33            | Iván García Cortina  | 114.          |
| 34            | David González López | 89.           |
| 35            | Oier Lazkano         | 44.           |
| 36            | Manuel Peñalver      | 70.           |
| 37            | Jon Aberasturi       | 9.            |
| 38            | Jonathan Lastra      | 36.           |
| 39            | Xabier Azparren      | 119.          |

| Włochy ITA | Włochy ITA        | Włochy ITA |
| ---------- | ----------------- | ---------- |
| Nr         | Kolarz            | Miejsce    |
| 40         | Filippo Baroncini | 57.        |
| 41         | Alberto Dainese   | 11.        |
| 42         | Filippo Ganna     | 61.        |
| 43         | Jacopo Guarnieri  | 66.        |
| 44         | Jonathan Milan    | 87.        |
| 45         | Luca Mozzato      | 117.       |
| 46         | Matteo Trentin    | 64.        |
| 47         | Elia Viviani      | 7.         |

| Dania DEN | Dania DEN             | Dania DEN |
| --------- | --------------------- | --------- |
| Nr        | Kolarz                | Miejsce   |
| 48        | Mikkel Bjerg          | 104.      |
| 49        | Lasse Norman Leth     | 38.       |
| 50        | Mikkel Frølich Honoré | 23.       |
| 51        | Mathias Norsgaard     | 37.       |
| 52        | Michael Mørkøv        | 33.       |
| 53        | Mads Pedersen         | 10.       |
| 54        | Johan Price-Pejtersen | 113.      |
| 55        | Frederik Wandahl      | 120.      |

| Szwajcaria SUI | Szwajcaria SUI   | Szwajcaria SUI |
| -------------- | ---------------- | -------------- |
| Nr             | Kolarz           | Miejsce        |
| 56             | Stefan Bissegger | 78.            |
| 57             | Tom Bohli        | 17.            |
| 58             | Silvan Dillier   | 73.            |
| 59             | Lukas Rüegg      | 53.            |
| 60             | Michael Schär    | 52.            |
| 61             | Reto Hollenstein | 51.            |
| 62             | Simon Pellaud    | 25.            |

| Norwegia NOR | Norwegia NOR       | Norwegia NOR |
| ------------ | ------------------ | ------------ |
| Nr           | Kolarz             | Miejsce      |
| 63           | Jonas Abrahamsen   | 121.         |
| 64           | Alexander Kristoff | 8.           |
| 65           | Anders Skaarseth   | 67.          |
| 66           | Rasmus Tiller      | 68.          |
| 67           | Syver Wærsted      | 122.         |

| Niemcy GER | Niemcy GER          | Niemcy GER |
| ---------- | ------------------- | ---------- |
| Nr         | Kolarz              | Miejsce    |
| 68         | Pascal Ackermann    | DNF        |
| 69         | Phil Bauhaus        | 18.        |
| 70         | John Degenkolb      | 96.        |
| 71         | Nico Denz           | 123.       |
| 72         | Roger Kluge         | 83.        |
| 73         | Alexander Krieger   | 84.        |
| 74         | Nils Politt         | 95.        |
| 75         | Michael Schwarzmann | 103.       |

| Polska POL | Polska POL            | Polska POL |
| ---------- | --------------------- | ---------- |
| Nr         | Kolarz                | Miejsce    |
| 76         | Stanisław Aniołkowski | 15.        |
| 77         | Alan Banaszek         | DNF        |
| 78         | Norbert Banaszek      | 106.       |
| 79         | Cesare Benedetti      | 56.        |
| 80         | Maciej Bodnar         | 31.        |
| 81         | Jakub Kaczmarek       | 39.        |
| 82         | Filip Maciejuk        | 50.        |

| Portugalia POR | Portugalia POR | Portugalia POR |
| -------------- | -------------- | -------------- |
| Nr             | Kolarz         | Miejsce        |
| 83             | Rui Oliveira   | 16.            |

| Austria AUT | Austria AUT           | Austria AUT |
| ----------- | --------------------- | ----------- |
| Nr          | Kolarz                | Miejsce     |
| 84          | Tobias Bayer          | 27.         |
| 85          | Patrick Gamper        | 74.         |
| 86          | Marco Haller          | 19.         |
| 87          | Patrick Konrad        | 102.        |
| 88          | Lukas Pöstlberger     | 125.        |
| 89          | Sebastian Schönberger | 26.         |

| Czechy CZE | Czechy CZE     | Czechy CZE |
| ---------- | -------------- | ---------- |
| Nr         | Kolarz         | Miejsce    |
| 90         | Jan Bárta      | 46.        |
| 91         | Tomáš Bárta    | 42.        |
| 92         | Dominik Neuman | 20.        |
| 93         | Jakub Otruba   | 34.        |
| 94         | Zdeněk Štybar  | 32.        |
| 95         | Adam Ťoupalík  | 41.        |

| Irlandia IRL | Irlandia IRL    | Irlandia IRL |
| ------------ | --------------- | ------------ |
| Nr           | Kolarz          | Miejsce      |
| 96           | Sam Bennett     | 5.           |
| 97           | Edward Dunbar   | 90.          |
| 98           | Ryan Mullen     | 72.          |
| 99           | Matthew Teggart | 108.         |
| 100          | Rory Townsend   | 40.          |

| Estonia EST | Estonia EST       | Estonia EST |
| ----------- | ----------------- | ----------- |
| Nr          | Kolarz            | Miejsce     |
| 102         | Tanel Kangert     | 62.         |
| 103         | Martin Laas       | 12.         |
| 104         | Karl Patrick Lauk | 94.         |
| 105         | Oskar Nisu        | 85.         |
| 106         | Norman Vahtra     | 63.         |

| Węgry HUN | Węgry HUN     | Węgry HUN |
| --------- | ------------- | --------- |
| Nr        | Kolarz        | Miejsce   |
| 107       | Márton Dina   | 77.       |
| 108       | Barnabás Peák | 58.       |

| Luksemburg LUX | Luksemburg LUX     | Luksemburg LUX |
| -------------- | ------------------ | -------------- |
| Nr             | Kolarz             | Miejsce        |
| 109            | Colin Heiderscheid | 45.            |
| 110            | Cedric Pries       | 22.            |

| Słowacja SVK | Słowacja SVK  | Słowacja SVK |
| ------------ | ------------- | ------------ |
| Nr           | Kolarz        | Miejsce      |
| 111          | Erik Baška    | DNF          |
| 112          | Marek Čanecký | 43.          |
| 113          | Adam Foltán   | DNF          |
| 114          | Dávid Kaško   | DNF          |
| 115          | Andrej Liska  | 71.          |
| 116          | Matúš Štoček  | 35.          |

| Łotwa LAT | Łotwa LAT     | Łotwa LAT |
| --------- | ------------- | --------- |
| Nr        | Kolarz        | Miejsce   |
| 117       | Emīls Liepiņš | 14.       |
| 118       | Mārtiņš Pluto | 109.      |
| 119       | Toms Skujiņš  | 47.       |

| Szwecja SWE | Szwecja SWE       | Szwecja SWE |
| ----------- | ----------------- | ----------- |
| Nr          | Kolarz            | Miejsce     |
| 120         | Tobias Ludvigsson | 21.         |

| Rumunia ROU | Rumunia ROU          | Rumunia ROU |
| ----------- | -------------------- | ----------- |
| Nr          | Kolarz               | Miejsce     |
| 121         | Eduard-Michael Grosu | 99.         |

| Litwa LTU | Litwa LTU            | Litwa LTU |
| --------- | -------------------- | --------- |
| Nr        | Kolarz               | Miejsce   |
| 122       | Mantas Januškevičius | DNF       |
| 123       | Ignatas Konovalovas  | 54.       |
| 124       | Venantas Lašinis     | 124.      |
| 125       | Evaldas Šiškevicius  | 112.      |

| Grecja GRE | Grecja GRE                       | Grecja GRE |
| ---------- | -------------------------------- | ---------- |
| Nr         | Kolarz                           | Miejsce    |
| 126        | Jeorjos Buglas                   | 49.        |
| 127        | Panagiotis Christopoulos-Cheller | 75.        |
| 128        | Periklis Ilias                   | 86.        |

| Izrael ISR | Izrael ISR      | Izrael ISR |
| ---------- | --------------- | ---------- |
| Nr         | Kolarz          | Miejsce    |
| 129        | Yuval Ben Moshe | 76.        |
| 130        | Itamar Einhorn  | 13.        |

| Chorwacja CRO | Chorwacja CRO  | Chorwacja CRO |
| ------------- | -------------- | ------------- |
| Nr            | Kolarz         | Miejsce       |
| 131           | Viktor Potočki | 48.           |

| Albania ALB | Albania ALB    | Albania ALB |
| ----------- | -------------- | ----------- |
| Nr          | Kolarz         | Miejsce     |
| 132         | Marolino Hoxha | DNF         |
| 133         | Ylber Sefa     | 28.         |
| 134         | Olsian Velia   | DNF         |

| Macedonia Północna MKD | Macedonia Północna MKD | Macedonia Północna MKD |
| ---------------------- | ---------------------- | ---------------------- |
| Nr                     | Kolarz                 | Miejsce                |
| 135                    | Andrej Petrowski       | DNF                    |
| 136                    | Stefan Petrowski       | DNF                    |

| Kosowo KOS | Kosowo KOS   | Kosowo KOS |
| ---------- | ------------ | ---------- |
| Nr         | Kolarz       | Miejsce    |
| 137        | Alban Delija | DNF        |
| 138        | Blerton Nuha | DNF        |

| Islandia ISL | Islandia ISL    | Islandia ISL |
| ------------ | --------------- | ------------ |
| Nr           | Kolarz          | Miejsce      |
| 139          | Ingvar Ómarsson | 111.         |

| Czarnogóra MNE | Czarnogóra MNE | Czarnogóra MNE |
| -------------- | -------------- | -------------- |
| Nr             | Kolarz         | Miejsce        |
| 140            | Goran Cerović  | DNF            |

| Bośnia i Hercegowina BIH | Bośnia i Hercegowina BIH | Bośnia i Hercegowina BIH |
| ------------------------ | ------------------------ | ------------------------ |
| Nr                       | Kolarz                   | Miejsce                  |
| 141                      | Vedad Karić              | DNF                      |

| Armenia ARM | Armenia ARM      | Armenia ARM |
| ----------- | ---------------- | ----------- |
| Nr          | Kolarz           | Miejsce     |
| 142         | Stepan Grigorian | DNS         |

| Belgia BEL | Belgia BEL         | Belgia BEL |
| ---------- | ------------------ | ---------- |
| Nr         | Kolarz             | Miejsce    |
| 1          | Dries De Bondt     | 115.       |
| 2          | Aimé De Gendt      | 79.        |
| 3          | Rune Herregodts    | 116.       |
| 4          | Tim Merlier        | 3.         |
| 5          | Edward Theuns      | 29.        |
| 6          | Dries Van Gestel   | 80.        |
| 7          | Bert Van Lerberghe | 24.        |

| Słowenia SLO | Słowenia SLO  | Słowenia SLO |
| ------------ | ------------- | ------------ |
| Nr           | Kolarz        | Miejsce      |
| 8            | Tilen Finkšt  | 60.          |
| 9            | Aljaž Jarc    | 107.         |
| 10           | Luka Mezgec   | 6.           |
| 11           | Domen Novak   | DNF          |
| 12           | David Per     | 59.          |
| 13           | Jaka Primožič | 55.          |
| 14           | Jan Tratnik   | 88.          |
| 15           | Matic Žumer   | 110.         |

| Francja FRA | Francja FRA     | Francja FRA |
| ----------- | --------------- | ----------- |
| Nr          | Kolarz          | Miejsce     |
| 16          | Rudy Barbier    | 100.        |
| 17          | Thomas Boudat   | 82.         |
| 18          | Bryan Coquard   | 97.         |
| 19          | Arnaud Démare   | 2.          |
| 20          | Dorian Godon    | 101.        |
| 21          | Hugo Hofstetter | 30.         |
| 22          | Jérémy Lecroq   | 98.         |
| 23          | Clément Russo   | 69.         |

| Holandia NED | Holandia NED           | Holandia NED |
| ------------ | ---------------------- | ------------ |
| Nr           | Kolarz                 | Miejsce      |
| 24           | Nils Eekhoff           | 81.          |
| 25           | Daan Hoole             | 91.          |
| 26           | Fabio Jakobsen (szosa) | 1.           |
| 27           | Jan Maas               | 105.         |
| 28           | Elmar Reinders         | 118.         |
| 29           | Jos van Emden          | 92.          |
| 30           | Boy van Poppel         | 65.          |
| 31           | Danny van Poppel       | 4.           |

| Hiszpania ESP | Hiszpania ESP        | Hiszpania ESP |
| ------------- | -------------------- | ------------- |
| Nr            | Kolarz               | Miejsce       |
| 32            | Jorge Arcas          | 93.           |
| 33            | Iván García Cortina  | 114.          |
| 34            | David González López | 89.           |
| 35            | Oier Lazkano         | 44.           |
| 36            | Manuel Peñalver      | 70.           |
| 37            | Jon Aberasturi       | 9.            |
| 38            | Jonathan Lastra      | 36.           |
| 39            | Xabier Azparren      | 119.          |

| Włochy ITA | Włochy ITA        | Włochy ITA |
| ---------- | ----------------- | ---------- |
| Nr         | Kolarz            | Miejsce    |
| 40         | Filippo Baroncini | 57.        |
| 41         | Alberto Dainese   | 11.        |
| 42         | Filippo Ganna     | 61.        |
| 43         | Jacopo Guarnieri  | 66.        |
| 44         | Jonathan Milan    | 87.        |
| 45         | Luca Mozzato      | 117.       |
| 46         | Matteo Trentin    | 64.        |
| 47         | Elia Viviani      | 7.         |

| Dania DEN | Dania DEN             | Dania DEN |
| --------- | --------------------- | --------- |
| Nr        | Kolarz                | Miejsce   |
| 48        | Mikkel Bjerg          | 104.      |
| 49        | Lasse Norman Leth     | 38.       |
| 50        | Mikkel Frølich Honoré | 23.       |
| 51        | Mathias Norsgaard     | 37.       |
| 52        | Michael Mørkøv        | 33.       |
| 53        | Mads Pedersen         | 10.       |
| 54        | Johan Price-Pejtersen | 113.      |
| 55        | Frederik Wandahl      | 120.      |

| Szwajcaria SUI | Szwajcaria SUI   | Szwajcaria SUI |
| -------------- | ---------------- | -------------- |
| Nr             | Kolarz           | Miejsce        |
| 56             | Stefan Bissegger | 78.            |
| 57             | Tom Bohli        | 17.            |
| 58             | Silvan Dillier   | 73.            |
| 59             | Lukas Rüegg      | 53.            |
| 60             | Michael Schär    | 52.            |
| 61             | Reto Hollenstein | 51.            |
| 62             | Simon Pellaud    | 25.            |

| Norwegia NOR | Norwegia NOR       | Norwegia NOR |
| ------------ | ------------------ | ------------ |
| Nr           | Kolarz             | Miejsce      |
| 63           | Jonas Abrahamsen   | 121.         |
| 64           | Alexander Kristoff | 8.           |
| 65           | Anders Skaarseth   | 67.          |
| 66           | Rasmus Tiller      | 68.          |
| 67           | Syver Wærsted      | 122.         |

| Niemcy GER | Niemcy GER          | Niemcy GER |
| ---------- | ------------------- | ---------- |
| Nr         | Kolarz              | Miejsce    |
| 68         | Pascal Ackermann    | DNF        |
| 69         | Phil Bauhaus        | 18.        |
| 70         | John Degenkolb      | 96.        |
| 71         | Nico Denz           | 123.       |
| 72         | Roger Kluge         | 83.        |
| 73         | Alexander Krieger   | 84.        |
| 74         | Nils Politt         | 95.        |
| 75         | Michael Schwarzmann | 103.       |

| Polska POL | Polska POL            | Polska POL |
| ---------- | --------------------- | ---------- |
| Nr         | Kolarz                | Miejsce    |
| 76         | Stanisław Aniołkowski | 15.        |
| 77         | Alan Banaszek         | DNF        |
| 78         | Norbert Banaszek      | 106.       |
| 79         | Cesare Benedetti      | 56.        |
| 80         | Maciej Bodnar         | 31.        |
| 81         | Jakub Kaczmarek       | 39.        |
| 82         | Filip Maciejuk        | 50.        |

| Portugalia POR | Portugalia POR | Portugalia POR |
| -------------- | -------------- | -------------- |
| Nr             | Kolarz         | Miejsce        |
| 83             | Rui Oliveira   | 16.            |

| Austria AUT | Austria AUT           | Austria AUT |
| ----------- | --------------------- | ----------- |
| Nr          | Kolarz                | Miejsce     |
| 84          | Tobias Bayer          | 27.         |
| 85          | Patrick Gamper        | 74.         |
| 86          | Marco Haller          | 19.         |
| 87          | Patrick Konrad        | 102.        |
| 88          | Lukas Pöstlberger     | 125.        |
| 89          | Sebastian Schönberger | 26.         |

| Czechy CZE | Czechy CZE     | Czechy CZE |
| ---------- | -------------- | ---------- |
| Nr         | Kolarz         | Miejsce    |
| 90         | Jan Bárta      | 46.        |
| 91         | Tomáš Bárta    | 42.        |
| 92         | Dominik Neuman | 20.        |
| 93         | Jakub Otruba   | 34.        |
| 94         | Zdeněk Štybar  | 32.        |
| 95         | Adam Ťoupalík  | 41.        |

| Irlandia IRL | Irlandia IRL    | Irlandia IRL |
| ------------ | --------------- | ------------ |
| Nr           | Kolarz          | Miejsce      |
| 96           | Sam Bennett     | 5.           |
| 97           | Edward Dunbar   | 90.          |
| 98           | Ryan Mullen     | 72.          |
| 99           | Matthew Teggart | 108.         |
| 100          | Rory Townsend   | 40.          |

| Estonia EST | Estonia EST       | Estonia EST |
| ----------- | ----------------- | ----------- |
| Nr          | Kolarz            | Miejsce     |
| 102         | Tanel Kangert     | 62.         |
| 103         | Martin Laas       | 12.         |
| 104         | Karl Patrick Lauk | 94.         |
| 105         | Oskar Nisu        | 85.         |
| 106         | Norman Vahtra     | 63.         |

| Węgry HUN | Węgry HUN     | Węgry HUN |
| --------- | ------------- | --------- |
| Nr        | Kolarz        | Miejsce   |
| 107       | Márton Dina   | 77.       |
| 108       | Barnabás Peák | 58.       |

| Luksemburg LUX | Luksemburg LUX     | Luksemburg LUX |
| -------------- | ------------------ | -------------- |
| Nr             | Kolarz             | Miejsce        |
| 109            | Colin Heiderscheid | 45.            |
| 110            | Cedric Pries       | 22.            |

| Słowacja SVK | Słowacja SVK  | Słowacja SVK |
| ------------ | ------------- | ------------ |
| Nr           | Kolarz        | Miejsce      |
| 111          | Erik Baška    | DNF          |
| 112          | Marek Čanecký | 43.          |
| 113          | Adam Foltán   | DNF          |
| 114          | Dávid Kaško   | DNF          |
| 115          | Andrej Liska  | 71.          |
| 116          | Matúš Štoček  | 35.          |

| Łotwa LAT | Łotwa LAT     | Łotwa LAT |
| --------- | ------------- | --------- |
| Nr        | Kolarz        | Miejsce   |
| 117       | Emīls Liepiņš | 14.       |
| 118       | Mārtiņš Pluto | 109.      |
| 119       | Toms Skujiņš  | 47.       |

| Szwecja SWE | Szwecja SWE       | Szwecja SWE |
| ----------- | ----------------- | ----------- |
| Nr          | Kolarz            | Miejsce     |
| 120         | Tobias Ludvigsson | 21.         |

| Rumunia ROU | Rumunia ROU          | Rumunia ROU |
| ----------- | -------------------- | ----------- |
| Nr          | Kolarz               | Miejsce     |
| 121         | Eduard-Michael Grosu | 99.         |

| Litwa LTU | Litwa LTU            | Litwa LTU |
| --------- | -------------------- | --------- |
| Nr        | Kolarz               | Miejsce   |
| 122       | Mantas Januškevičius | DNF       |
| 123       | Ignatas Konovalovas  | 54.       |
| 124       | Venantas Lašinis     | 124.      |
| 125       | Evaldas Šiškevicius  | 112.      |

| Grecja GRE | Grecja GRE                       | Grecja GRE |
| ---------- | -------------------------------- | ---------- |
| Nr         | Kolarz                           | Miejsce    |
| 126        | Jeorjos Buglas                   | 49.        |
| 127        | Panagiotis Christopoulos-Cheller | 75.        |
| 128        | Periklis Ilias                   | 86.        |

| Izrael ISR | Izrael ISR      | Izrael ISR |
| ---------- | --------------- | ---------- |
| Nr         | Kolarz          | Miejsce    |
| 129        | Yuval Ben Moshe | 76.        |
| 130        | Itamar Einhorn  | 13.        |

| Chorwacja CRO | Chorwacja CRO  | Chorwacja CRO |
| ------------- | -------------- | ------------- |
| Nr            | Kolarz         | Miejsce       |
| 131           | Viktor Potočki | 48.           |

| Albania ALB | Albania ALB    | Albania ALB |
| ----------- | -------------- | ----------- |
| Nr          | Kolarz         | Miejsce     |
| 132         | Marolino Hoxha | DNF         |
| 133         | Ylber Sefa     | 28.         |
| 134         | Olsian Velia   | DNF         |

| Macedonia Północna MKD | Macedonia Północna MKD | Macedonia Północna MKD |
| ---------------------- | ---------------------- | ---------------------- |
| Nr                     | Kolarz                 | Miejsce                |
| 135                    | Andrej Petrowski       | DNF                    |
| 136                    | Stefan Petrowski       | DNF                    |

| Kosowo KOS | Kosowo KOS   | Kosowo KOS |
| ---------- | ------------ | ---------- |
| Nr         | Kolarz       | Miejsce    |
| 137        | Alban Delija | DNF        |
| 138        | Blerton Nuha | DNF        |

| Islandia ISL | Islandia ISL    | Islandia ISL |
| ------------ | --------------- | ------------ |
| Nr           | Kolarz          | Miejsce      |
| 139          | Ingvar Ómarsson | 111.         |

| Czarnogóra MNE | Czarnogóra MNE | Czarnogóra MNE |
| -------------- | -------------- | -------------- |
| Nr             | Kolarz         | Miejsce        |
| 140            | Goran Cerović  | DNF            |

| Bośnia i Hercegowina BIH | Bośnia i Hercegowina BIH | Bośnia i Hercegowina BIH |
| ------------------------ | ------------------------ | ------------------------ |
| Nr                       | Kolarz                   | Miejsce                  |
| 141                      | Vedad Karić              | DNF                      |

| Armenia ARM | Armenia ARM      | Armenia ARM |
| ----------- | ---------------- | ----------- |
| Nr          | Kolarz           | Miejsce     |
| 142         | Stepan Grigorian | DNS         |

## Klasyfikacja generalna
| \| Klasyfikacja generalna \| Klasyfikacja generalna \| Klasyfikacja generalna \| Klasyfikacja generalna \| Klasyfikacja generalna \| \| Kolarz \| Kolarz \| Państwo \| Drużyna \| Czas \| \| ---------------------- \| ---------------------- \| ---------------------- \| ---------------------- \| ---------------------- \| \| 1. \| Fabio Jakobsen \| Holandia \| Holandia \| 4h 38' 49" \| \| 2. \| Arnaud Démare \| Francja \| Francja \| + 0" \| \| 3. \| Tim Merlier \| Belgia \| Belgia \| + 0" \| \| 4. \| Danny van Poppel \| Holandia \| Holandia \| + 0" \| \| 5. \| Sam Bennett \| Irlandia \| Irlandia \| + 0" \| \| 6. \| Luka Mezgec \| Słowenia \| Słowenia \| + 0" \| \| 7. \| Elia Viviani \| Włochy \| Włochy \| + 0" \| \| 8. \| Alexander Kristoff \| Norwegia \| Norwegia \| + 0" \| \| 9. \| Jon Aberasturi \| Hiszpania \| Hiszpania \| + 0" \| \| 10. \| Mads Pedersen \| Dania \| Dania \| + 0" \| \| 11. \| Alberto Dainese \| Włochy \| Włochy \| + 0" \| \| 12. \| Martin Laas \| Estonia \| Estonia \| + 0" \| \| 13. \| Itamar Einhorn \| Izrael \| Izrael \| + 0" \| \| 14. \| Emīls Liepiņš \| Łotwa \| Łotwa \| + 0" \| \| 15. \| Stanisław Aniołkowski \| Polska \| Polska \| + 0" \| \| 16. \| Rui Oliveira \| Portugalia \| Portugalia \| + 0" \| \| 17. \| Tom Bohli \| Szwajcaria \| Szwajcaria \| + 0" \| \| 18. \| Phil Bauhaus \| Niemcy \| Niemcy \| + 0" \| \| 19. \| Marco Haller \| Austria \| Austria \| + 0" \| \| 20. \| Dominik Neuman \| Czechy \| Czechy \| + 0" \| |                       |            |            |            |
| |                       |            |            |            |
| Źródło: ProCyclingStats |                       |            |            |            |
| Klasyfikacja generalna |                       |            |            |            |
| Kolarz | Kolarz                | Państwo    | Drużyna    | Czas       |
| 1. | Fabio Jakobsen        | Holandia   | Holandia   | 4h 38' 49" |
| 2. | Arnaud Démare         | Francja    | Francja    | + 0"       |
| 3. | Tim Merlier           | Belgia     | Belgia     | + 0"       |
| 4. | Danny van Poppel      | Holandia   | Holandia   | + 0"       |
| 5. | Sam Bennett           | Irlandia   | Irlandia   | + 0"       |
| 6. | Luka Mezgec           | Słowenia   | Słowenia   | + 0"       |
| 7. | Elia Viviani          | Włochy     | Włochy     | + 0"       |
| 8. | Alexander Kristoff    | Norwegia   | Norwegia   | + 0"       |
| 9. | Jon Aberasturi        | Hiszpania  | Hiszpania  | + 0"       |
| 10. | Mads Pedersen         | Dania      | Dania      | + 0"       |
| 11. | Alberto Dainese       | Włochy     | Włochy     | + 0"       |
| 12. | Martin Laas           | Estonia    | Estonia    | + 0"       |
| 13. | Itamar Einhorn        | Izrael     | Izrael     | + 0"       |
| 14. | Emīls Liepiņš         | Łotwa      | Łotwa      | + 0"       |
| 15. | Stanisław Aniołkowski | Polska     | Polska     | + 0"       |
| 16. | Rui Oliveira          | Portugalia | Portugalia | + 0"       |
| 17. | Tom Bohli             | Szwajcaria | Szwajcaria | + 0"       |
| 18. | Phil Bauhaus          | Niemcy     | Niemcy     | + 0"       |
| 19. | Marco Haller          | Austria    | Austria    | + 0"       |
| 20. | Dominik Neuman        | Czechy     | Czechy     | + 0"       |